# 血分け
血分け（ちわけ、朝鮮語: 피가름または피갈음〈ピガルム〉）は、朝鮮半島で、主流派キリスト教が異端と見なした宗派を批判する際に使った用語である。異端キリスト教が行う、教祖との性的通過儀礼を含む人の血統を浄化するための宗教儀式であるとされている。イギリスの宗教学者ジョージ・クリサイディスによって定義されるように、この行為は「女性の改宗者による救世主的指導者との儀式的な性交」から成り、「その目的は女性の性的純潔を—逐語的にあるいは象徴的に—回復することである」。クリサイディスは、救世主的指導者が女性で改宗者が男性の場合があったとも記している。このようなイニシエーションを受けた人物が次に自身の配偶者と性交することで、救世主的指導者から獲得した純潔が配偶者と子孫へと伝わるとされている。

## 神学的主張
この行為は神学的に都合よく正当化されている。こういった神学的理論付けは、統一運動によって広まったが、それ以前の朝鮮の新宗教に既に存在していた。概要は以下の通りである: 原罪が実際にはルシファーとエバとの間の蛇の種であったと考え、それゆえに人間の全ての血統が汚されており、純潔な救世主的指導者とそれに続く配偶者との女性の性的結合がその女性の血統を浄化する。しかしながら、血分けが文鮮明と初期統一運動によって実践されたことを示唆する実際の証拠や証言はない。しかし、統一教会元信者のフィンランドの研究者Kirsti L. Nevalainenはこれに異議を唱えている。クリサイディスは異なる立場を取り続けており、「この行為を統一教会に帰すいかなる情報源も実体験に基づくものと断言することはできず、統一教会の創立メンバーはこのような主張をきっぱりと否定している」と記している。クリサイディスは、一部の記事において、血分けが朝鮮の新宗教運動（いくつかは文鮮明が若年期に関わりを持っていた）による一部の儀式で実践されていた、完璧な純潔を得るためとされる儀式的ヌードと混同されており、血分けとヌードになることは実際には2つの異なる行為である、とも考えている。

## 歴史的起源
クリサイディスとNevalainenとで意見が一致するのは、血分けが反カルト運動によるでっち上げではなく、1930年代のプロテスタントに由来する朝鮮の一群の新宗教運動内で実際に行われていた、という点である。これらは「イエス教会」と呼ばれ、その大元は金聖道によって創始された聖主教である。聖主教の分派の1つが腹中教（복중교）であった。腹中教の名称は、自身が未来の救世主の母になると主張した創始者・指導者の許ホビン（ホ・ホビン）の想像妊娠に由来する。この新宗教群のその他の教団には「イスラエル修道院」（金百文〈キム・ベクムン〉によって創始）と荒野教会がある。後者の名称はおそらく、朴雲女（丁得恩の統一教会による偽名）を救世主として認める信者らの緩く組織化された集団に外部から付けられたものである。どの集団が、そしてどの程度血分けが実践されていたかは不明であるものの、いくつかの手掛かりは金百文と朴雲女を指し示している。
その他には、黄国柱や丁得恩が血分けの創始者として言及されている。イエスの再来を自称した黄国柱は、白南柱が創始してエマヌエル・スヴェーデンボリに影響を受けた運動である元山神学山の分裂を引き起こした。イエス教会のほとんどは現在の北朝鮮にあり、朝鮮戦争後に姿を消した。

## 別の説
しかしながら、血分けに関する議論はなくならなかった。統一教会によって血分けが行われていたかについての決着のつかない論争とは別に、1957年に韓国のジャーナリスト金京来が血分けのルーツを金白文とイスラエル修道会へと辿る記事と本を出版した。これらの著作では、いくつかの証拠と共に、血分けが当時朝鮮で最大のキリスト教系新宗教運動であった天父教（創始者・朴泰善〈1915年 - 1990年〉）によって行われていた、と主張されている。天父教から分派した永生教もその初期に血分けを行っていたと非難された。

## 日本の研究者らによる議論
韓国・朝鮮の宗教を研究する渕上恭子は1993年に、1930年代のキリスト教神秘主義に始まりイエス教会の系譜に連なる聖主教や統一教（統一教会）などの教団や、黄国柱などの周辺にみられた神秘主義者を「血分け教」と呼び、李龍道を「血分け教の開祖」と位置付けているが、帝塚山学院大学の古田富建は、渕上の論にはその中身に関する具体的な考察がないことを指摘している。ポリテクニック・サウスウェストの哲学科助教授・バーミンガム市のセリーオーク・カレッジ新宗教運動センター理事のジョージ・D・クリサイディスは、「血分け」という朝鮮語の単語が存在するのだから、その言葉が指す宗教儀式（乱交パーティーではない）は朝鮮半島にあっただろうと推測することはできるが、正確にどの新キリスト教集団が血分けを実践していたかはわからず、統一教会が行っていたという批判もしばしば見られるが推測の域を出ておらず、裏付けるだけの証拠はないと述べてる。